# Матч трёх городов (1931)
«Матч трёх городов» 1931 года по футболу был четвёртым турниром в рамках одноимённого общеспортивного праздника и первым, проводимым в формате трёх сборных (Москвы, Ленинграда и Харькова). Он прошёл в Москве со 2 по 4 августа.
Победу в турнире одержала сборная команда Москвы.

## Участники и регламент
Турнир проводился по «круговой» системе в один круг.
За победу команда получала 3 очка, ничью — 2, поражение — 1.
Участники
- Москва (цвета красные)
- Ленинград (цвета голубые)
- Харьков (цвета белые)

## Ход турнира

### Москва — Харьков
| Москва                                  | 1:1     | Харьков                          |
| --------------------------------------- | ------- | -------------------------------- |
| - Г.Богданов 8' (пен.) - Кривоносов 29′ | (отчёт) | - 25' (пен.) К.Фомин - 10′ Н.Зуб |

| Москва: И.Филиппов - Пчеликов, Тетерин - Дубинин, Селин, Леута - Богданов, Кривоносов, Исаков, Павлов, Прокофьев Харьков: Бабкин (62' Циркуненко) - К.Фомин, Кладько - Н.Фомин, В.Фомин, Капустин - Привалов, Шпаковский, Н.Зуб, Паровышников, Б.Андреев |

Ход игры
- 8' В штрафной площади мяч попадает в руку К. Фомину. Богданов пробивает пенальти в перекладину
- 10' Зуб в толчее у ворот умудряется затолкнуть мяч в ворота вместе с вратарём. Судья засчитывает гол — 1:0
- 25' К.Фомин не реализует пенальти
- 28' Кривоносов с хорошей передачи Прокофьева сравнивает счет — 1:1
- 33' Павлова уносят с поля после столкновения. Возвращается в игру лишь за пять минут до конца
- 62' Бабкин получает травму и его меняет Циркуненко, который действует неплохо

### Москва — Ленинград
| Москва                                                                          | 6:2     | Ленинград                                             |
| ------------------------------------------------------------------------------- | ------- | ----------------------------------------------------- |
| - Леута 25' (пен.) 25′ 40′ (пен.) - Селин 32′ - Павлов 47′ 84′ - Г.Богданов 70′ | (отчёт) | - 27′ П.Григорьев - 33′ Мурашев - ~43' (пен.) Батырев |

| Москва: И.Филиппов - М.Соколов, Пчеликов - В.Дубинин, Селин, Леута - Г.Богданов, В.Зайцев, Исаков, Павлов, Прокофьев Ленинград: Савинцев - А.Корнилов, Юденич - Пав.Попов, Батырев, Гуськов - П.Григорьев, Мурашев, М.Бутусов, Елисеев, Аксёнов |

Ход игры
- 25' Богданов прорвался и был сбит в штрафной. Савинцев отбил удар с пенальти Леуты, но повторным ударом Леута забил — 1:0;
- 27' Григорьев наносит удар и Дубинин срезает мяч в ворота мимо вышедшего Филиппова — 1:1;
- 32' Селин со штрафного с 17 метров от ворот наносит отличный удар в верхний угол — 2:1;
- 33' Мурашов, «забытый» защитниками в центре штрафной, свободно забивает с передачи Аксёнова — 2:2;
- 40' Леута забивает пенальти — 3:2;
- ~43' Батырев пробивает пенальти прямо в Филиппова;
- 47' Павлов забивает — 4:2;
- 70' Богданов убегает «один на один» — 5:2;
- 84' Богданов снова убегает и выкладывает Павлову — 6:2;

### Ленинград — Харьков
| Ленинград                      | 2:2     | Харьков                                    |
| ------------------------------ | ------- | ------------------------------------------ |
| - П.Григорьев 9′ - Аксёнов 89′ | (отчёт) | - 54' (пен.) ? - 59′ Б.Андреев - 69′ Н.Зуб |

| Ленинград: Савинцев - Лабут, Юденич - Пав.Попов, Батырев, Беляков - П.Григорьев, Мурашев, М.Бутусов, Елисеев, Аксёнов Харьков: Бабкин - Пономаренко, К.Фомин - Н.Фомин, В.Фомин, Капустин - Привалов, Шпаковский (43' Б.Андреев), Зуб, Н.Кротов, Паровышников |

Ход игры
- 9' Григорьев убежал от К.Фомина и Капустина «один на один» — 1:0;
- 43' Шпаковский заменен Андреевым;
- 54' Савинцев отбивает пенальти, назначенный за игру рукой в штрафной;
- 59' Андреев забивает — 1:1;
- 69' Зуб забивает — 1:2;
- 89' Аксёнов использует ошибку Бабкина — 2:2;

### Итоговая таблица
| № | Команды   | 1   | 2   | 3   | В | Н | П | М     | О |
| - | --------- | --- | --- | --- | - | - | - | ----- | - |
| 1 | Москва    |     | 1:1 | 6:2 | 1 | 1 | 0 | 7 — 3 | 5 |
| 2 | Харьков   | 1:1 |     | 2:2 | 0 | 2 | 0 | 3 — 3 | 4 |
| 3 | Ленинград | 2:6 | 2:2 |     | 0 | 1 | 1 | 4 — 8 | 3 |